# Калбузе (видовий заповідник)
Видови́й запові́дник Ка́лбузе (ест. Kalbuse liigikaitseala) — колишня природоохоронна територія в Естонії, у волості Тарвасту (територія сучасної волості Вільянді) повіту Вільяндімаа. У заповіднику діяв старий режим охорони, затверджений ще в радянські часи.

## Розташування
Розташовувався на північ від села Соовіку.

## Опис
KKR-код: KLO1000046
Загальна площа — 128,2 га.
Заповідник утворений 9 листопада 1992 року для захисту оселищ зникаючих видів тварин, передусім, підорлика малого.
2010 року розпочалася процедура скасування рішення про надання природоохоронного статусу по причині того, що малий підорлик довгий час не гніздився в охоронюваній місцевості — його гніздування містилося за межами заповідника.
7 липня 2016 року через відсутність природно-ціннісних об'єктів Уряд Естонії скасував природоохоронний статус території.